# Левая Хетта
Ле́вая Хе́тта — река на севере Западной Сибири, в Надымском районе Ямало-Ненецкого автономного округа. Один из основных левых притоков реки Надым.
Длина реки — 357 км. Площадь бассейна — 11 300 км².

## География

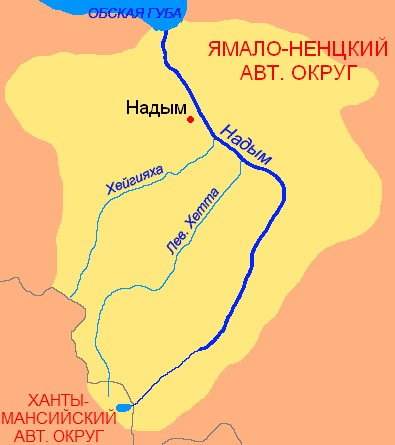
Бассейн реки Надым

Левая Хетта берёт начало в одном районе с Надымом — на северной окраине Сибирских Увалов, образуясь из слияния мелких речушек Хетта и Сунтынгъеган. Впадает в Надым за 161 км от его устья и в 40 км юго-восточнее города Надыма. Протекает по заболоченной равнине в таёжной зоне в северо-восточном направлении.
В бассейне Левой Хетты насчитывается 355 водотоков, в том числе 88 длиной более 10 км, а также сотни озёр и болот. Наиболее крупные притоки: правые — Омрасьеган, Енъеган, Айхетта, Седатыяха, Харлова, Ямбъяха, Лучейяха и Хадыяха; левые — Нагоръеган, Китапсиёхан и Хойтаркаяха. Питание преимущественно снеговое.

## Гидрология
Половодье длится не менее двух месяцев и может продолжаться с конца апреля по середину июля. Средний годовой расход воды — около 105 м³/с, объём годового стока реки — 3,3 км³. Самый многоводный месяц — июнь, самый маловодный — март.
Левая Хетта покрывается льдом чаще всего 19—20 октября и открывается только в мае-июне. В обоих случаях для реки характерен ледоход. Длительность ледостава обычно около 220 дней.

## Притоки
(расстояние от устья)
- 18 км: Саваяха (пр)
- 24 км: река без названия (лв)
- 26 км: река без названия (пр)
- 40 км: Ямбъяха (пр)
- 44 км: река без названия (пр)
- 51 км: река без названия (лв)
- 55 км: река без названия (пр)
- 70 км: река без названия (лв)
- 79 км: Едерсята (пр)
- 95 км: Харлова (пр)
- 96 км: Хойтаркаяха (лв)
- 122 км: Седакояха (пр)
- 129 км: Пальникшор (лв)
- 134 км: река без названия (пр)
- 142 км: Катапсиёхан (лв)
- 167 км: река без названия (лв)
- 170 км: Омрасьхетта (пр)
- 194 км: река без названия (пр)
- 202 км: Нохыръёхан (лв)
- 211 км: река без названия (пр)
- 237 км: река без названия (пр)
- 244 км: Емъёхан (пр)
- 257 км: река без названия (лв)
- 264 км: Куимтышор (лв)
- 275 км: река без названия (лв)
- 277 км: Омрасьёхан (пр)
- 292 км: река без названия (лв)
- 293 км: Палакшор (лв)
- 303 км: река без названия (лв)
- 326 км: река без названия (лв)
- 336 км: Хомсъёхан (лв)
- 338 км: Мевтыёхан (пр)
- 341 км: Харсортъайхетта (лв)
- 344 км: Нохыръюхъёхан (лв)
- 346 км: Унсоим (пр)
- 357 км: Сумтынгъёхан (пр)
- 357 км: Хетта (лв)

## Хозяйственное использование
По левому берегу реки от её устья до посёлка Приозерный проходит основная газотранспортная магистраль, связывающая месторождения Ямбурга и Уренгоя с Европейской частью России. Это газопроводы «Уренгой–Центр I», «Уренгой–Центр II», «Уренгой–Ужгород», «Ямбург-Елец I», «Ямбург-Елец II», «Прогресс», «Ямбург-Тула I», «Ямбург-Тула II», «Ямбург–Поволжье», «СРТО–Урал».
На берегу реки располагаются компрессорные станции Ягельная и Приозерная, одноимённые обслуживающие их посёлки Ягельный и Приозерный. Кроме того, вдоль газопроводной системы проходит важная автомобильная трасса (от Приозерного до Сосновского — зимник) регионального значения Белоярский — Приозёрный — Надым.
На левом берегу реки в его среднем течении расположено эксплуатируемое Среднехулымское нефтяное месторождение (Ритэк), открытое в 1989 году.